# Maestro dell'Altare di san Bartolomeo
Il Maestro dell'Altare di san Bartolomeo (Meister des Bartholomäusaltars; fl. XV secolo) è stato un pittore, miniatore anonimo tedesco, forse originario di Utrecht, Arnhem o Nimega, attivo a Colonia dal 1475 al 1510 circa.

Battesimo di Cristo

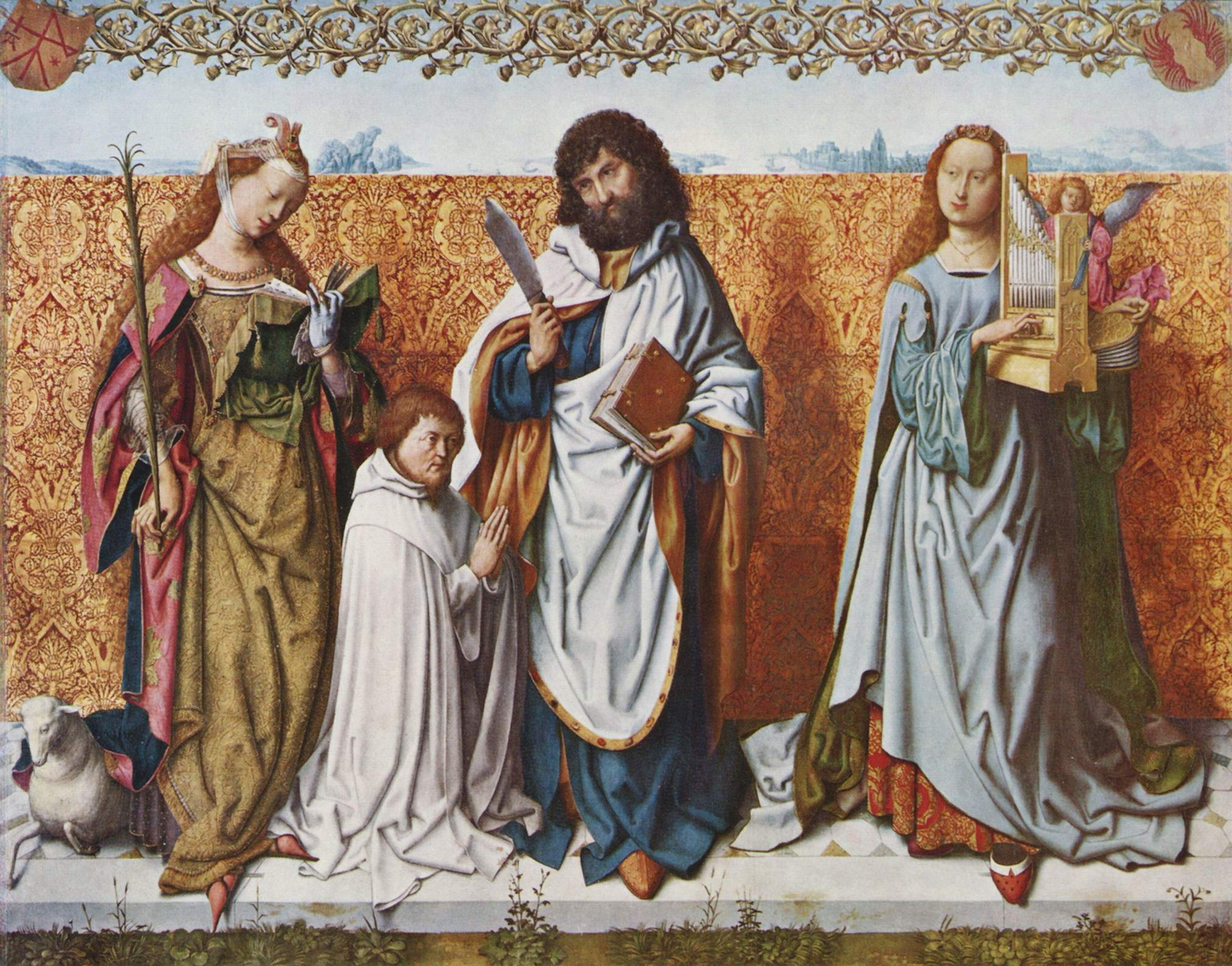
San Bartolomeo, con ai lati le sante Agnese e Cecilia e il donatore

Nella sua figura sono confluiti altri nomi studiati nel passato: il Maestro Christoph, il Maestro dell'Altare di San Tommaso e il Maestro dell'Altare della Croce, dal nome di alcune opere sparse a Colonia.

## Biografia e opere
L'anonimo artista, operoso a Colonia ma di origine straniera, probabilmente si formò nella parte settentrionale dei Paesi Bassi influenzato soprattutto dalla produzione miniaturistica olandese, successivamente si stabilì, verso il 1480, a Colonia, dove forse morì, divenendo l'ultimo rappresentate locale del gotico internazionale. Il suo nome deriva dall'altare a scomparti nell'Alte Pinakothek di Monaco di Baviera.
La raffinatezza del colore, il gusto del grottesco e il carattere simbolico delle sue composizioni sono le caratteristiche più riconoscibili del suo stile, probabilmente influenzato, in questi aspetti, dal convento dei certosini di Colonia, celebre per la sua intensa attività spirituale ed artistica, col quale intrattenne costanti rapporti. 
Nelle sue prime opere si rifà maggiormente a Dirk Bouts e a Rogier Van der Weyden: del 1475 circa è il Libro d'ore di Sofia van Blant, ora conservato a Colonia; di questi primi anni è anche un Altare della Vergine le cui tavole oggi sono disperse: l'Adorazione dei pastori al Petit Palais di Parigi; l'Adorazione dei Magi nell'Alte Pinakothek di Monaco; la Morte della Vergine, un tempo a Berlino e ora distrutta; Incontro dei Re Magi e l'Assunzione a Lulworth Castle, nella collezione Wald; Sant'Anna, la Vergine e il Bambino, nell'Alte Pinakothek di Monaco; infine la Messa di san Gregorio a Colonia.
Successive sono sia la Vergine della Noce di Colonia, che riprende la tradizione delle Madonne di Colonia, sia la Deposizione dalla croce, libera interpretazione del tema già trattato da Rogier van der Weyden, di cui conosciamo due versioni, una al Louvre, l'altra a Garrowby Hall nella collezione di lord Halifax.
Databile tra il 1485 e il 1500 circa è il Battesimo di Cristo della National Gallery di Washington. 
Della sua produzione matura sono i grandi altari di San Tommaso, donato al convento dal giurista di Colonia Peter Rinck, e della Crocifissione, eseguiti per la certosa di Santa Barbara a Colonia, tra il 1490 e il 1500, oggi conservati a Colonia.
Opera tarda, del 1500-1510 circa, è l'Altare di San Bartolomeo, da cui l'anonimo prende il suo nome, destinato in origine probabilmente alla certosa di Colonia, esposto successivamente nella chiesa di Santa Colomba e oggi all'Alte Pinakothek di Monaco, con sette santi allineati dinanzi a un ricco paramento di broccato. 
Il maestro non ebbe allievi né seguaci, sebbene alcuni dettagli di opere del Maestro della Sacra Stirpe si ispirino sicuramente a sue opere.